# 長石多可男
長石 多可男（ながいし たかお、1945年1月7日 - 2013年3月31日）は、映画・テレビドラマ作品の監督・演出家。広島県出身。広島県立広島国泰寺高等学校卒業。

## 来歴・人物
1965年頃、ピンク映画で前衛的な作品を発表していた映画監督の若松孝二と知り合ったことがきっかけで、映画界入りを志す。当初は若松プロダクションへの参加を考えていたが、当時の若松プロは足立正生・沖島勲・小水一男（=ガイラ）をはじめ多くの助監督を抱えていたことから断念し、他社でピンク映画作品の助監督となる。その後、『特命捜査室』（1969年、東映・フジテレビ）で初のテレビドラマ助監督を務めた。
『柔道一直線』の助監督を経て、チーフ助監督を務めた『仮面ライダー』では、原作者・石森章太郎（=石ノ森章太郎）が監督を務めた第84話「危うしライダー! イソギンジャガーの地獄罠」で監督補を務めた。第11話「吸血怪人ゲバコンドル」では、脚本も書いている。その後も、石森が監督した『イナズマン』第11話「バラバンバラはイナズマンの母」や映画『フィンガー5の大冒険』で監督補を務めている。
『ザ・カゲスター』（1976年、東映・テレビ朝日）の第13話「ドクターサタンの世界征服作戦!!」でテレビドラマの監督デビューを果たし、『5年3組魔法組』『Gメン'75』などの助監督兼監督を経て、1985年の『電撃戦隊チェンジマン』より本格的に監督として東映特撮作品に携わるようになる。『光戦隊マスクマン』から『地球戦隊ファイブマン』まで4シリーズ連続でパイロット&メイン監督を歴任し、『マスクマン』の劇場版で映画監督デビューも果たす。『ファイブマン』に続いて『世にも奇妙な物語』を手掛けると東映を離れてVシネマの演出に転身し、日本ビデオ映画・ケイエスエス・ピンクパイナップルの作品で手腕を振るった。1995年10月には『超力戦隊オーレンジャー』で4年9か月ぶりに東映特撮に復帰し、シリーズ問わず数々の作品に携わった。
2000年の『仮面ライダークウガ』からは仮面ライダーシリーズに主な活躍の場を移していたが、2009年の『仮面ライダーディケイド』の終了後には『侍戦隊シンケンジャー』にて『救急戦隊ゴーゴーファイブ』の終盤以来約10年ぶりにスーパー戦隊シリーズへの復帰を果たす。そして、2010年には『天装戦隊ゴセイジャー』にて『電磁戦隊メガレンジャー』以来13年ぶりとなるパイロット演出を担当した。しかし、2010年11月頃に撮影された同作品のVシネマ『帰ってきた天装戦隊ゴセイジャー last epic』が、最後の監督作品となった。
2013年3月31日、進行性核上性麻痺によって東京都内の病院で死去。享年68。
2014年の映画『平成ライダー対昭和ライダー 仮面ライダー大戦 feat.スーパー戦隊』では、平山亨との連名でエンドクレジットに献辞が掲げられている。

## 作風
- 長石は、自身の下積み時代が長く苦労したことから、現場の和を尊み、主演・エキストラの区別なく懇切丁寧な演技指導を行うなどしており、そのディレクションは業界内でも高く評価されていた[4]。『超獣戦隊ライブマン』に出演した嶋大輔は、長石について俳優に芝居を求めるタイプの監督であったと証言している[11]。生前のインタビューでは、自ら演技指導するよりも役者自身がリラックスした状態で演技した方が良いカットが撮れることを述べていた[10]。また、『地球戦隊ファイブマン』に出演していた藤敏也によれば、長石は役者を見て厳しくするタイプと褒めるタイプを分けていると述べていたという[12]。
- ロケーションの選定においては、平坦な場所では画面が単調になるため、山や海辺など起伏のある場所を選ぶことを心がけていた[10]。
- 『超力戦隊オーレンジャー』以来、デジタル合成を積極的に用いている[6]。
- 絵コンテを割る際はクラシック音楽を聴いており、劇中に用いることもある[6]。

## 親密なスタッフ・キャスト
- 『仮面ライダー』の原作者である石ノ森章太郎とは、よく編集者の目を盗んで飲みに行く間柄であった[3]。
- プロデューサーでは東映の加藤貢、鈴木武幸が盟友ともいうべき間柄。かつては、髙寺成紀（現・角川書店プロデューサー）と親密だった。『超光戦士シャンゼリオン』からは、白倉伸一郎・武部直美作品の大半に参加。白倉と同作の脚本家の井上敏樹について長石は、「天才」「十年に一度、出るか出ないかのプロデューサーと脚本家」とまで言い、絶対の信頼を置いていた[13]。宇都宮孝明曰く、「世界で一番カワイイ生き物」[14]。
- 脚本家では曽田博久、藤井邦夫、井上敏樹、小林靖子の作品を演出する機会が多かった。
  - 特に井上との付き合いは長く古いが、彼が戦隊に初参加した『超新星フラッシュマン』で初めて書いた脚本（第14話「恋?! ブンとスケ番」）をその回の担当監督だった長石は、容赦なくボツにしてしまう。井上にとっては脚本家になって以来の初のボツであったらしく、相当に悔しかったとのことである。だが、井上本人によるとボツ理由は「前の回と怪人のネタが被っていただけ」だったとのことで、少しの直しで決定稿になったという[15]。この件について、井上は「（初仕事のスタッフ、キャストには）初っ端ガツンとやりたがる（マウントを取りたがる）ところがあるんだ。昔気質の監督だからさ」と回想している[16]。
  - また井上は、長石について「花とか少女とか、どちらかというとクサいものが好き」と評した上で、「本当に仕事が好きな監督で、銀座で隣に女の子が座ってくれる店で一緒に飲みにいっても仕事の話しかしないんだ」と語っていた[17]。
  - 曽田は、打ち合わせを重ねても脚本が良くならずドツボにはまり、新しく書き直すことも検討していた際に、長石が一稿が作者の一番書きたいことが書いてあることを理由に一稿に戻ることを提案し、窮地を救われたと述べている[18]。
- 俳優では宮内洋や広瀬裕、小川敦史との付き合いが古く、長かった。宮内は、一緒に組んだ作品を助監督時代から通算しても、『仮面ライダーV3』『Gメン'75』『超力戦隊オーレンジャー』『仮面ライダー THE FIRST』と4作品。広瀬はもっと多く『超新星フラッシュマン』『超獣戦隊ライブマン』『超光戦士シャンゼリオン』『仮面ライダーアギト』『女教師・濡れたピアノの下で』や爆走トラッカーシリーズで組んでいる。爆走トラッカーシリーズでは、予算の都合からか広瀬をアクション監督としても起用していた。広瀬は長石について、「一番お世話になった監督だが、演技についても要求の厳しい人。監督の中では一番やりにくい人だった」と後に述懐している。小川とは『超光戦士シャンゼリオン』を皮切りに、平成ライダーシリーズ4作品にレギュラー&ゲストで起用。
- 『超新星フラッシュマン』のサー・カウラー役に中田譲治を推薦したのは『Gメン'75』で付き合いがあった長石であったという[19]。長石はカウラー登場編を手掛け、長石は続く『光戦隊マスクマン』でゲスト声優、『超獣戦隊ライブマン』でもレギュラーで中田を起用している。
- 『超獣戦隊ライブマン』で岬めぐみ/ブルードルフィンを演じた森恵によると、森を強力に推薦したのは同番組のメイン監督であった長石であったという。長石は森の歌をテープで聞いて、強烈に推薦したとのこと。また森は同作品の第1話でナパーム爆破の中を自転車で駆け抜けるシーンを撮影する直前に、長石から真面目な顔で「死ぬなよ」と言われたことをかつて書籍インタビュー[要文献特定詳細情報]にて語っていた。
- 萩野崇によると、初主演した『シャンゼリオン』の頃は全く演技ができなかったが、その6年後に『仮面ライダー龍騎』にて、長石が再度萩野を呼んだ。萩野は命掛けで役を演じたところ、長石は大いに喜び、撮影終了後に『素晴らしい演技をありがとう。とてもうれしかったです』という手紙とともに1995年ヴィンテージの「ドンペリ」が贈られてきたという。萩野の“元気の源泉”は、その「ドンペリ」であるという[20]。
- 『天装戦隊ゴセイジャー』にて惑星のモンス・ドレイク役の声優にかつての東映作品常連だった飯塚昭三をキャスティングしたのは長石の意向であった。飯塚とは『好き! すき!! 魔女先生』『イナズマン』『地球戦隊ファイブマン』などで40年来の付き合いがあり、長石はアフレコで久しぶりに飯塚の声を聞き「うれしいなー」と感動の声を洩らしたという。
- 視覚効果スタッフの沖満は『電撃戦隊チェンジマン』より東映作品に参加したが、他の監督が合成に興味を示さない中、長石は毎日合成のチェックに訪れ、合成カットのあそこは良かった、あそこは悪いとマメに感想を貰い、そのおかげで仕事に対するモチベーションが上がったという[21]。また、『超力戦隊オーレンジャー』で初めてデジタル合成が導入された際には、長石が新技術の導入に意欲的でスタッフを牽引していったことを証言している[21]。雑誌のインタビュー[要文献特定詳細情報]では「『チェンジマン』という作品に巡りあえて、また長石監督に出会えて本当に良かったです」とまで言っていた。
- 『仮面ライダー剣』、『仮面ライダーディケイド』でコンビを組んでいた脚本家の會川昇は、長年に渡って長石を敬愛していた。長石演出の『劇場版 仮面ライダー電王 俺、誕生!』を見て衝撃を受けたといい、「（自分の書いた作品は）もっと面白くしなきゃいけないと決意を新たにしました」とコメントしていた[22]。
- 脚本家の波多野都は、『帰ってきた天装戦隊ゴセイジャー last epic』で初めて長石と組んだが、自身のTwitterで「（長石は）雲の上の存在」「特撮に足を踏み入れたからにはいつか長石監督と仕事をしたいと夢見ていた」「監督に最後『いいホンをありがとう』と言ってもらったときは泣きそうになりました」とコメントしていた。
- 助監督として長く師事していた諸田敏は、影響を受けた監督として長石と東條昭平の二人を挙げており、長石を「天才」、東條を「クレバー」と評した。長石と東條は「正反対」で、長石は「天才肌」であるのに対し東條は「ものすごく頭が良くて、すべて計算で成り立っている」と語っている。また諸田は長石について「飄々としてスタッフからも好かれてますけど、とても粘る人。たとえばもう夕方近くになったからといって撮影を諦めませんし、そういう意味でも大好きな人。自分というものを持っている人は本当に強いと思う」とかつて雑誌インタビュー[要文献特定詳細情報]にて語っていた。また同じく助監督としてついた渡辺勝也も長石の作風の影響を受けたとインタビューで語っており、長石が『侍戦隊シンケンジャー』で約10年ぶりに戦隊に復帰したときは、長石本人やプロデューサーの制止を振り切ってまで師匠である長石をサポートすべく、監督補として現場に参加している[23]。その後、『天装戦隊ゴセイジャー』でも体調が万全でなかった長石のテレビシリーズ担当回4本に監督補としてサポートに就いた。
- カメラマンのいのくままさおとは付き合いが古い。
  - “長石祭”でさとう珠緒が語ったことによると、『超力戦隊オーレンジャー』の撮影中、長石といのくまが口論になった場面を目撃したという。さとうは、そのときに「いのくまさんと監督が言い争いになったとき、ふたりの背後で言霊がケンカしているのを見た」と冗談っぽく付け加えている。
  - 『仮面ライダーカブト』で山本裕典が迫真の演技を見せて、いのくまが「オッケー!」と言って、長石に「監督、今のどう!?」と聞いたら、長石は「はっ、月を見てた!」と上の空だったという。
  - 溝口琢矢が語ったところによると『劇場版 仮面ライダー電王 俺、誕生!』の撮影中、あるシーンの撮影でカメラのフレームから目をそらしてしまった際、すかさずいのくまが「下を向くな！」と叱り飛ばした。すると長石が、「私が選んだ役者だ、怒るなら私を怒れ！」と言って庇ってくれたという。
  - いのくまは長石について、「昔は長石監督の指示が訳わからなくて、撮った画を見て納得したんだけど、最近は監督が丸くなったのか俺が慣れたのかはわからないけど、ついていけるようになった」と語っている。また、長石の感覚的な指示を若い俳優が理解できずにいるときには、いのくまが長石の意図を汲んで俳優に説明することもあるそうで「通訳だね（笑）」と話している[24]。

## エピソード
- 中学時代、NHKのラジオドラマのシナリオコンクールに応募し、佳作入選している。
- 広島東洋カープファン。
- 『特命捜査室』の助監督を務めた後、長石本人は『キイハンター』での助監督の仕事を希望したが「空きがない」と断られたため、それで代わりに紹介されたのが『柔道一直線』の現場だった。
- 助監督時代に蔵原惟繕、森谷司郎、工藤栄一などの監督に師事したが、とりわけ工藤との仕事が一番楽しかったそうで、「突飛な発想をする人で、それが楽しみであった」という。
- 『仮面ライダー』については、『ウルトラマン』と異なり等身大であることに魅力を感じ、テーマ性や脚本も面白いと感じていた[3]。そのため、「2号編」になると「悪の手で改造された人間が正義感は失っていない」などのテーマ性が薄れていったことを残念に思っていた[3]。続く『仮面ライダーV3』については「派手になってしまったが、目が悲しそうなので許せる」と述べている[3]。
- 助監督として番組に参加し作品中盤では監督も務めた『ザ・カゲスター』のオープニングとエンディングの演出は、長石が担当した。長石の演出の特徴である望遠を多用していたり、飛行機が印象的に映し出されていたりと味わいのある映像に仕上がっており、後に「長石アングル」「長石カット」と称される独特の演出センスはこの頃から垣間見ることができる。
- 長石の下で助監督に師事していた原田昌樹によると、『Gメン』シリーズなどでの下村和夫監督作品ではチーフ助監督で長石が就いていたが、実質は長石が監督であったという（下村の本職は撮影監督）。演技指導やカット割りやカチンコの掛け声など、全て長石が采配していたという[25]。
- 本格的に東映特撮に監督として参加した最初の作品は『電撃戦隊チェンジマン』だが、東映プロデューサー・鈴木武幸は前作『超電子バイオマン』の頃より長石にオファーを出していた（長石曰く「くどかれた」）[26]。
- 初のメイン監督作品は1985年の『赤い秘密』で、『スーパーポリス』という作品が打ち切りになったため急遽制作が決まった穴埋め的作品だった。当時長石は『チェンジマン』の演出ローテーションに入っていたが同シリーズを4か月間休んで制作にあたり、全10話中5話を手掛けた。
- 矢沢永吉の大ファンで『超獣戦隊ライブマン』『高速戦隊ターボレンジャー』『地球戦隊ファイブマン』『救急戦隊ゴーゴーファイブ』『仮面ライダークウガ』の担当回では矢沢の楽曲を使用。『ファイブマン』では、同じく矢沢を愛好していた山下伸二の提案によるという[12]。『ゴーゴーファイブ』第6話では、シナリオを作る段階で、主人公が歌うことだけは決まっていたが、何を歌わせるかで悩んだ際「男っぽくて時代に流されない」曲を念頭に置いて、長石自ら『夢の彼方』を選曲したという逸話が残っている。[要出典]
- 『ターボレンジャー』の第1話「10大戦隊集合頼むぞ！ターボレンジャー」の監督は当初は東條ではなく、長石が担当することになっていた。[要出典]
- 『ターボレンジャー』では、メンバーが高校生という設定から俳優陣も若く経験が少なく、東映プロデューサーの鈴木武幸は、長石の尽力により5人の成長が早まったと述べている[27]。同作品に出演した佐藤健太も、長石は演技に妥協がなく何度もリテイクを繰り返しており、役者としてはありがたかったが、撮影が押すためスタッフは困っていたと証言している[28]。
- 『ファイブマン』に出演した藤敏也は、長石を厳しい人であったといい、ファーストカットから厳しく指導されたという[12]。藤は、後に長石から「お前は厳しくしたほうが伸びると思った」と言われたと述べている[12]。
- 1991年夏頃からオリジナルビデオ作品を多数手掛けることになる。しかし初期の頃は予算も豊富で制作も楽だったが、末期は予算が以前の半分以下となり、ビデオ業界の限界を垣間見たとコメントしている。そんなさ中1994年末に東映より戦隊シリーズへの復帰(『超力戦隊オーレンジャー』)を打診される。長石は乗り気だったが、既に決定したビデオ制作のスケジュールが覆らなかったため、当初予定した番組序盤からの参加は叶わず、第32話から半年遅れで合流した[2]。
- 好きな映画は『グラン・ブルー』で、メイン監督を務めた『シャンゼリオン』『メガレンジャー』では事務所内・部室内で映画ポスターを貼り付けている。後年その意図を踏襲した竹本昇は『海賊戦隊ゴーカイジャー』の『メガレンジャー』レジェンド回においても部室内に同じポスターを登場させている。
- 自身の一番好きな街はニューヨークであることを公言しており、年に一回は旅をしていたという。また初めて仮面ライダーシリーズの監督として携わることになった『仮面ライダークウガ』の撮影がはじまるまでの間には、向学のために『変身』を書いたカフカ誕生の地であるチェコを旅したという。
- 『クウガ』は髙寺プロデューサーのこだわりが強いせいもあって脚本の仕上がりが遅く、当時スケジュール管理をしていた鈴村展弘チーフ助監督が激怒、遂には制作に文句を言いにいくというところまでいったが、その場にいた長石は「俺はいい本さえ出来ればいいよ」とポツリと言ったという[29]。
- 『仮面ライダー剣』の最終回は、「自分にとって最後のテレビシリーズのライダーだというつもりで撮りました」という[30]。『剣』では、役者陣を「下手クソ」とこき下ろしたり、「俺、自分が悲しかったもんな。『こんな連中(役者)と一緒に仕事しないといけないか』って」「今年は風景ばっかり撮ってる。どうしてかはわからない。俺がダメなのかもしれない」とやや自信喪失気味に語るなど[31]、今までのシリーズとは違う思いを抱いて仕事をしていたようである。その後翻意し、映画『仮面ライダー THE FIRST』の演出を経て、2006年の『仮面ライダーカブト』から2009年の『仮面ライダーディケイド』までのテレビシリーズに携わった。平成仮面ライダーシリーズは『クウガ』から『ディケイド』まで『響鬼』を除いて監督をした。
- 2007年11月には鈴木美潮の主催によるイベント“長石祭”が催され、宮内洋や萩野崇、植村喜八郎、さとう珠緒、東山麻美、いのくままさおといった長石作品ゆかりの役者やスタッフたちが集まり、想い出話を繰り広げた。その中で長石は、『仮面ライダー電王』の33・34話撮影終了後に入院したことを告白。そのイベントには、病院の主治医も立ち合った。
- 同じく“長石祭”にて『超力戦隊オーレンジャー』でサード助監督を務めた深作健太監督が明かしたところによると、同作品の最終回の現場で長石が急に「『オーレンジャー』の主役って誰だと思う?」と訊いてきたという。監督がサード助監督に直接話しかけることは珍しく、深作は大いに緊張したがここでは何か気の効いたコメントを返さなければと思い、「三浦参謀長（宮内洋）でしょうか?」とコメントをした。しかし長石は首を振って、「違うな、ガンマジンだよ」と言ったという。その長石の思いが反映されたかどうかは定かではないが、長石演出の同番組最終回は砂浜に置かれたガンマジンの鍵がラストカットだった。
- 同じく“長石祭”で東山麻美が語ったところによると『電磁戦隊メガレンジャー』第2話で巨大エイネジレが現れ急いで変身するために5人で走る、というシーンを撮影していたときタイミングがずれたらしく、長石より「バカヤロー、みく（役名）!　お前だけ走るの遅れたから（カメラの）フレームから切れてるだろう!」と怒鳴られたが、「だって、普通の高校生がはじめてそんなもん見たら立ちすくみます!」と思わず長石の演出に噛み付いてしまったという。また東山は長石を口下手と評している。
- 『仮面ライダーキバ』に出演していた武田航平や長石に師事していた柴﨑貴行によると、長石は常に「子供が見るものだから子供に分かりやすく」と言っていたという。柴﨑は長石のポリシーに影響されて、自身が 『仮面ライダー×仮面ライダー×仮面ライダー THE MOVIE 超・電王トリロジー EPISODE YELLOW お宝DEエンド・パイレーツ』で映画監督デビューする際に、「子供に向けて作る」ことをより強く意識して制作にあたったという[32]。また2014年柴﨑が監督を担当した『平成ライダー対昭和ライダー 仮面ライダー大戦 feat.スーパー戦隊』公開にあたって企画された座談会においては「この映画の公開日は長石監督の一周忌の前日なんですよね。ご存命だったらこの映画は長石監督が担当されたかもしれないので、長石カットというか真似でしかないですけど長石演出っぽい画も撮りました。長石さんには本当に多くを教えていただきましたので」とも語っている。
  - また『平成ライダー対昭和ライダー 仮面ライダー大戦 feat.スーパー戦隊』の映像の最後では平山亨とともに長石への献辞が捧げられた。
- 『侍戦隊シンケンジャー』で久々の戦隊復帰の際は、長石組の打合わせ前に脚本家の小林靖子が「今年一番緊張する本打ち（打ち合わせ）です」と東映の宇都宮孝明プロデューサーに呟いたり、前述の通り渡辺勝也が監督補としてサポートに就くなど一種のお祭り騒ぎのようでもあった。宇都宮は長石について「（長石の）その活躍たるや、まさに中興の祖。長石多可男という天才演出家がいたからこそ、戦隊シリーズはここまでの長期シリーズとなったといって過言ではない」と評しており[23]、番組終了後にも「戦隊で長石監督とご一緒できてよかった。一度しか回せなかったのは残念ですけれども。やっぱり大泉に（役者たちが）来たからには、長石演出を知らないでいるのは可哀想じゃないですか。長石監督の洗礼を受けただけでもこの番組に参加した意義はある」と語っている。また、長石も撮影に入るにあたり作中に登場する三途川のイメージを掴むため、事前に青森県の恐山を旅して実物を見てきたという[33]。また相葉弘樹は「長石監督の今までの監督とはテイストの違う撮り方が印象に残りました。独特の長石監督ワールドに引き込まれましたね。おかげで、今までの流ノ介じゃない部分を引き出してもらえたと思います」と長石演出について感想を述べていた。
- 『天装戦隊ゴセイジャー』にて13年ぶりにパイロット演出を担当した。東映プロデューサーの若松豪は長石をパイロット監督に起用した理由について、自身が長石のファンであり、またアシスタントプロデューサー時代に戦隊を離れる際に再び仕事を共にすることを約束していたからとしている[34]。同作品について監督の1人である鈴村展弘は、不完全な落ちこぼれ天使と完全な理想を持つ悪との対立という正義側に不利な構図が長石らしいと評している[35]。同番組の第1・2話撮影中に長石は65歳の誕生日を迎え、ロケ先の採石場にてスタッフ・キャスト一同に祝福された[36]。サプライズでキャスト一同から歌を唄ってもらい、長石も大いに喜んだという。長石についてはさとう里香が「ウィキペディアで調べたら凄い大ベテランの監督なんだと知って、そういう方に厳しく指導していただいてとても光栄でした」、にわみきほが「凄いオーラを持った監督」とそれぞれ感想をインタビューにて述べていた。
  - 結果的には同作品が長石の遺作となった。後年のインタビューでにわは、長石と関わりを持てたことを誇りに思うと述べている[37]。

## 急逝
- 『帰ってきた天装戦隊ゴセイジャー last epic』以降の長石の不在については2012年3月に東映の白倉伸一郎が「長石監督は少々体調を崩され、『ゴセイジャー』のおりも無理を押してお願いしたようなところが。渡辺勝也監督が監督補としてサポートに回ってまで。いまは本復されるまで遠慮しておりますが、スタッフ間にも待望論が強く、また無理を押しても復帰お願いしたいところです」とTwitterにてツイートしていたが、2013年3月31日午後11時33分、進行性核上性麻痺のため清瀬市内の病院で死去。通夜・告別式は親族だけで執り行われた後、4月3日に東映より公式に発表された。
- 2013年5月25日にスタッフやキャストによる『長石多可男監督を偲ぶ会』が東映東京撮影所・第十ステージにて催された。およそ300人が会に訪れ、これは白倉によると想定の1.5倍を越えた人数であったという。鈴木武幸、いのくままさお、諸田敏、井上敏樹、千葉雄大らが弔辞を述べた。参加者には、長石のフィルモグラフィーが記されたパンフレット、また長石が生前愛した明治アーモンドチョコレート（長石のシールが貼られた）が配られた。
- 多くの作品で長石と共働した白倉は2014年3月の雑誌インタビュー[要文献特定詳細情報]にて「古いものの良さを認めたうえで常に新しいものに挑戦していた方で、我々にとっては本当に大きな存在の方でした」と回顧した。また、2014年3月30日のツイートでは「長石監督が亡くなられたのは、昨年の今日でした。この日に某映画（『平成ライダー対昭和ライダー 仮面ライダー大戦 feat.スーパー戦隊』）をどうしても公開したく、昨年より1ヶ月前倒しという強行軍を強い、各方面に無理をかけました。そうすると墓参には伺えなくなるというジレンマ。舞台挨拶とロケに役割分担し、みんな仕事に追われました。今日は朝から雨でした。雨と言えば長石組。長石監督は（某田崎監督と並んで）本当に雨男。今日の雨も、空から長石監督が見守ってくれているように感じられ、なんだか嬉しかったものでした。とりあえず今日という日の終わりにはひとりで献杯します」とコメントを残した。

## 主な監督作品

### テレビ
太字はパイロット作品。
- ザ・カゲスター（1976年、東映・NET）、オープニング・エンディング担当　※監督公式デビュー作品
- 5年3組魔法組（1976年 - 1977年、東映・NET）
- Gメン'75（1975年 - 1982年、東映・近藤照男プロダクション・TBS）
- Gメン'82（1982年 - 1983年、近藤照男プロダクション・TBS）
- スーパー戦隊シリーズ（東映・テレビ朝日）
  - 電撃戦隊チェンジマン（1985年 - 1986年）
  - 超新星フラッシュマン（1986年 - 1987年）
  - 光戦隊マスクマン（1987年 - 1988年）[注釈 4][注釈 5]
  - 超獣戦隊ライブマン（1988年 - 1989年）[注釈 4][注釈 5]
  - 高速戦隊ターボレンジャー（1989年 - 1990年）[注釈 4][注釈 5]
  - 地球戦隊ファイブマン（1990年 - 1991年）[注釈 4][注釈 5]
  - 超力戦隊オーレンジャー（1995年 - 1996年）[注釈 6]
  - 電磁戦隊メガレンジャー（1997年 - 1998年）[注釈 4][注釈 5][注釈 6]
  - 星獣戦隊ギンガマン（1998年 - 1999年）[注釈 6]
  - 救急戦隊ゴーゴーファイブ（1999年 - 2000年）
  - 侍戦隊シンケンジャー（2009年 - 2010年）
  - 天装戦隊ゴセイジャー（2010年 - 2011年）
- 赤い秘密（1985年、東映・TBS）[注釈 4][注釈 5][注釈 6]
- ミッドナイトドラマ「愛人ヨーコの遺書」（1988年、東映・フジテレビ）※2時間ドラマ。制作年は1986年
- 世にも奇妙な物語「さよなら蔵町キネマ」（1991年、セントラルアーツ・フジテレビ）[注釈 7]
- 超光戦士シャンゼリオン（1996年、東映・テレビ東京）[注釈 4][注釈 5][注釈 6]
- 平成仮面ライダーシリーズ（東映・テレビ朝日）
  - 仮面ライダークウガ（2000年 - 2001年）
  - 仮面ライダーアギト（2001年 - 2002年）[注釈 5][注釈 6]
  - 仮面ライダー龍騎（2002年 - 2003年）
  - 仮面ライダー555（2003年 - 2004年）[注釈 5]
  - 仮面ライダー剣（2004年 - 2005年[注釈 5][注釈 6]
  - 仮面ライダーカブト（2006年 - 2007年）[注釈 5]
  - 仮面ライダー電王（2007年 - 2008年）[注釈 6]
  - 仮面ライダーキバ（2008年 - 2009年）
  - 仮面ライダーディケイド（2009年）

### 映画
- 劇場版 光戦隊マスクマン（1987年、東映）
- 劇場版 高速戦隊ターボレンジャー（1989年、東映）
- 爆走トラッカー軍団（1994年、ケイエスエス）
- 仮面ライダー THE FIRST（2005年、東映）
- 劇場版 仮面ライダー電王 俺、誕生!（2007年、東映）

### オリジナルビデオ
- 令嬢流されて（1991年、日本ビデオ映画）[注釈 8]
- 女教師・濡れたピアノの下で（1991年、日本ビデオ映画）
- スキャンドール（1992年、日本ビデオ映画）
- 一発逆転!爆走トラッカー軍団 （1992年、ケイエスエス）
- 爆走トラッカー軍団2 暴走族死闘篇 （1992年、ケイエスエス）
- 爆走トラッカー軍団3 紅薔薇軍団参上! （1993年、ケイエスエス）
- THE レイプマン（1993年、ピンクパイナップル）
- 爆走トラッカー軍団4 なにわ(暴)遊侠伝 （1993年、ケイエスエス）
- THE レイプマン2（1994年、ピンクパイナップル）
- THE レイプマン3（1994年、ピンクパイナップル）
- 爆走トラッカー軍団5 激闘!香港マフィアVS女トラッカー（1994年、ケイエスエス）
- THE レイプマン4（1994年、ピンクパイナップル）
- 唇にナイフ-レンズは見ていた（1995年、日本ビデオ映画）
- レディ・バスターズ 神に仕える乙女たち（1995年、日本ビデオ映画）
- THE レイプマン5（1995年、ピンクパイナップル）
- THE レイプマン6（1995年、ピンクパイナップル）
- THE レイプマン7（1995年、ピンクパイナップル）
- 星獣戦隊ギンガマンVSメガレンジャー（1999年、東映・東映ビデオ）
- 救急戦隊ゴーゴーファイブVSギンガマン（2000年、東映・東映ビデオ）
- 帰ってきた天装戦隊ゴセイジャー last epic（2011年、東映・東映ビデオ）

## 助監督

### テレビ
- 特命捜査室（1969年、東映・フジテレビ）
- 柔道一直線（1969年 - 1971年、東映・TBS）
- 仮面ライダー（1971年 - 1973年、東映・毎日放送）
- 好き! すき!! 魔女先生（1971年 - 1972年、東映・朝日放送）
- 超人バロム・1（1972年、東映・よみうりテレビ）
- どっこい大作（1973年 - 1974年、TTP（東映）・NET）
- 仮面ライダーV3（1973年 - 1974年、東映・毎日放送）
- ロボット刑事（1973年、東映・フジテレビ）
- イナズマン（1973年 - 1974年、東映・NET）
- イナズマンF（1974年、東映・NETテレビ）
- 仮面ライダーアマゾン（1974年 - 1975年、東映・毎日放送）
- プレイガールQ（1974年 - 1976年、東映・東京12チャンネル）
- Gメン'75（1975年 - 1982年、東映・TBS）
- ザ・カゲスター（1976年、東映・NET）
- 5年3組魔法組（1976年 - 1977年、東映・NET）
- 特捜最前線（1977年 - 1987年、東映・テレビ朝日）[注釈 9]
- 腐蝕の構造（1977年、東映・毎日放送）
- 人間の証明（1978年、東映・毎日放送）
- 柿の木坂の首吊り殺人事件（1982年、近藤照男プロダクション・TBS）[注釈 10]
- 殺意の肖像（1982年、近藤照男プロダクション・TBS）
- Gメン'82（1982年 - 1983年、近藤照男プロダクション・TBS）
- 女囚第3監房の脱走（1982年、近藤照男プロダクション・TBS）[注釈 10]
- 火曜サスペンス劇場　木に登る犬（1983年、三船プロダクション・日本テレビ）
- 火曜サスペンス劇場　軽蔑（1984年、三船プロダクション・日本テレビ）

### 映画
- 三日三晩裏表（1969年、シネマスコープ）
- 仮面ライダー対じごく大使（1972年、東映）
- 仮面ライダーV3対デストロン怪人（1973年、東映）
- フィンガー5の大冒険（1974年、東映）※監督補
- 海燕ジョーの奇跡（1984年、三船プロダクション）

## 脚本
- 仮面ライダー（1971年 - 1973年、東映・毎日放送）第11話
- 仮面ライダーV3（1973年 - 1974年、東映・毎日放送）第49話
- イナズマンF（1974年、東映・NET）第18話
- 仮面ライダーアマゾン（1974年 - 1975年、東映・毎日放送）第1話 - 第4話[注釈 11]
- 超新星フラッシュマン（1986年 - 1987年、東映・テレビ朝日）第40話 [注釈 12]
- 令嬢流されて（1991年、日本ビデオ映画）[注釈 13]

## 作詞
- 『テン・アイズ 〜5人の瞳〜』（1987年、『光戦隊マスクマン』挿入歌）
- 『ブラザー・ブラッド』（1990年、『地球戦隊ファイブマン』挿入歌）

## テレビ出演
- 『どれどれトーク』（2007年8月3日、日テレGプラス）
- 『とことん! 石ノ森章太郎』（2008年3月29日、NHK BS2）インタビュー出演